# Naarkoop
De Naarkoop was een rechtsfiguur die in het verleden bestond in de provincie Groningen. De naarkoop gaf familieleden het recht om bij de verkoop van onroerend goed door een familielid aan een buitenstaander het goed zelf te kopen voor de prijs die de koper bereid was te betalen. De achtergrond van het recht was de idee dat familiebezit niet dan als het niet anders kon uit de familie zou verdwijnen. Theoretisch was het een  persoonlijk recht, feitelijk had het een zakelijke werking. De uitoefening van het recht was wel aan een termijn gebonden, die voor de verschillende jurisdicties  in Groningen niet hetzelfde was. In het algemeen gold dat het recht binnen een jaar na het sluiten van een koopovereenkomst met een buitenstaander moest worden ingeroepen.